# Lot Delfin
Lot Delfin, voluit Charlotte Henriette Delfin-Van Mourik Broekman (Den Haag, 30 maart 1914 – Ede, 29 september 2010), was een Nederlands kunstschilder, maar bekend geworden als amateurarcheoloog.
Ze was dochter van Marie Pauline Charlotte Susanne Henriette Cecile Stephanie de Vries en (kandidaat-)notaris Aleidius Cornelis van Mourik Broekman. Zijzelf was in 1952 getrouwd met Georges Eugène Delfin (1904-1966).
Ze meldde in 1983 dat ze mede vanwege een aangeboren klompvoet en het strenge notarismilieu een “zware jeugd” had gehad. Het viel haar zelf op dat ze op de meisjesschool uit de toon viel. Gelukkig namen haar ouders, beide natuurliefhebbers, de kinderen mee de natuur in. Die meisjesschool maakte ze niet af; ze kon naar de Vrije School in Den Haag; ze verdiepte zich in tekenen. Ze kreeg daartoe een eigen huisje in Mook waar haar oom woonde. Eenmaal terug gaat ze orgel studeren en levert zowaar een werk af, maar ze trekt al liftend naar het kunstenaarsmilieu in Frankrijk. In die tijd trouwde ze met kunstenaar Georges Delfin; in 1966 weer terug naar Nederland. Samen hadden ze in de jaren vijftig nog enkele exposities.
Ze werd bekend als amateurarcheoloog, een hobby die ze al vanuit haar jeugd meenam. Ze had toen voor de lol gegraven in Maarn, waar grafheuvels vermoed werden. Ook haar reizen als kunstschilder leverde inspiratie op toen ze in Frankrijk een pijlpunt vond. Een andere inspiratiebron was haar zus Dien, die archeologie studeerde aan Universiteit Leiden. Vanuit haar woningen in Doorn (voor 1966) en Elst (na 1966) ging ze jarenlang in de Utrechtse Heuvelrug, Betuwe en omstreken op zoek naar materiaal uit de oudheid. Ze vond dat ze iets omhanden moest hebben nadat haar man vlak na hun terugkeer naar Nederland overleed. Sinds de vroege jaren zestig was ze lid van de Archeologische Werkgemeenschap Nederland (AWN). Ze was op zoek naar nog te vinden overblijfselen van het Romeinse Rijk in Nederland. Alhoewel de AWN vaak in groepen werkte, trok zij er vaak alleen op uit om met allerlei gereedschap voorwerpen boven de grond te krijgen. Daarbij bezocht ze soms afgravingen ten behoeve van nieuwbouw, zelfs tot in het veld dat achter haar woning lag. Daar ontdekte ze in een onderzoekende bui (de bouwgrond lag braak en was bevroren) allerlei gebruiksmateriaal en waarschuwde vervolgende de beroepsarcheoloog W. van Tent van de provincie Utrecht. Samen vonden ze potten, wapens, crematie(as)resten en ten slotte ook deels vergane lichamen, zodat van een officieel grafveld gesproken kon worden. Er bleken circa 250 lichamen te liggen. Samen trokken ze ook op bij de snelle opgravingen nabij Leusden; daar lagen terreinen binnen een te bouwen afslag van de Rijksweg 28: Amelisweerd; daar werd materiaal gevonden uit de periode 500 tot 1500. Voor haar werk kreeg ze in 1983 de Zilveren Anjer opgespeld. Alhoewel ze officieel onderzoek ook weleens in de weg zat (ze was zich daarvan van bewust), hadden de Rijksdienst voor Archeologisch Onderzoek en Pieter van Dijke (commissaris van de koningin) haar voorgedragen. Dit had mede als reden om daar waar beroepsarcheologen gebonden zijn aan werktijden en budgetten, de amateurarcheoloog daar geen rekening mee hoeft te houden.  In Elst kreeg ze haar bijnaam Het Stenenvrouwtje; zelf hanteerde ze het begrip archeologische voddenraapster.
Ze was bestuurslid van Historische Vereniging Oudheidkamer Rhenen en Omstreken (HVOR), die haar tot erelid had benoemd.
Lot van Mourik Broekman overleed op 96-jarige leeftijd; ze was net een jaar eerder gestopt met haar archeologische hobby. Rhenen stond in 2020 even bij haar stil in een tentoonstelling van 14 opmerkelijke vrouwen van Rhenen. Haar schoondochter Anneke Verhoogt (levenspartner van psychotherapeut Olivier Delfin) publiceerde Een leven in schilderijen (2011; tweede druk 2013). Het echtpaar deelt/deelde een graf op de Nieuwe Algemene Begraafplaats Amerongen; de zerk is opgesierd met de tekst
Met Gods liefde in ’t hart, verdwijnt elke smart, gaan deuren open naar het Licht waar wij op hopen
- Union List of Artist Names: 500568846
- Virtual International Authority File: 27167199025367632880